# Гвідо
Ґві́до, Гві́до, іноді Гвідо́н — християнське чоловіче ім'я, прийняте в католицькій традиції. Походить від давньогерманського імені Wido, «Відо», утвореного від wito, wido — («широкий», «обширний», «обсяжний») або witu, widu («дерево», «ліс»).
Давньогерманські форми (континентальні) — Відо (Wido), Віто (Vito), Вітто (Witto), Гвідо (Hwido), Ґвідо (Guido). Давньоанглійські форми (на Британських островах) — Вудда (Wudda), Вуда (Wuda). Середньовічні англійські форми — Вайат (Wyatt), Вайот (Wyot).
Ім'я досить поширене в англомовних країнах, де має форму «Гай» (англ. Guy), і франкомовних, де має форму «Гі» (фр. Guy, Gui). У деяких країнах ім'я має жіночу форму (фр. Guyenne, «Гієн», «Гієнна», Guyonne, «Гійон», «Гійонна», Guyette, «Гієт», «Гієтта», італ. Guida, «Гвіда»).

## Іменини
- За католицьким календарем — 6 січня, 31 березня, 20 травня, 2, 12 і 25 червня, 12 вересня, 23 листопада[2].

## Відомі носії
- Гвідо Андерлехтський (950—1012) — католицький святий, оборонець міста Андерлехт
- Гвідо д'Ареццо (бл. 990 — бл. 1050) — італійський монах-бенедиктинець, музичний теоретик
- Гвідо Бонатті (XIII ст.) — італійський астролог
- Гвідо Рені (1575—1642) — італійський художник, відомий представик Болонської школи
- Гвідо фон Ліст (1848—1919) — австрійський поет та письменник
- Гі де Мопассан — французький письменник

### Вигадані персонажі
- Князь Гвідон — герой віршованої казки О. С. Пушкіна «Казка про царя Салтана», написаної у 1831 році